# Mandraki (Nisyros)
Mandraki (griechisch Μανδράκι (f. sg.)) ist der Hauptort auf der griechischen Insel Nisyros. Er bildet einen der drei Ortsgemeinschaften der Insel.

## Lage und Geographie
Mandraki erstreckt sich über 2 Kilometer an der Nordküste der Insel.

## Verkehr
Von Mandraki gibt es Schiffsverbindungen zur Nachbarinsel Kos, die jedoch im Winter nur teilweise bedient werden. Ausflugsboote von Mandraki verkehren in den Sommermonaten täglich nach Kos.
Es existieren befestigte Straßen nach Pali im Osten sowie Nikia im Süden.

## Verwaltung

### Gliederung
Zur Ortsgemeinschaft Mandraki gehören außerdem die vorgelagerten Inseln Gyali und Kandelioussa sowie der kurz vor Pali gelegene Ort Loutra.

### Gemeindepartnerschaft
Der Mandraki unterhält seit 1996 eine städtepartnerschaftliche Beziehung mit dem nordzyprischen Dorf Lapithos.

## Sehenswürdigkeiten
- Das im 14. Jahrhundert an Stelle antiker Vorgängerbauten erbaute Johanniterkastell mit dem Höhlenkloster Panagia Spiliani.
- Die antike Akropolis Paliokastro mit ihren in den 2000er Jahren weitgehend restaurierten Mauern aus Basalt, eine der besterhaltenen Festungen aus der Zeit des 4. Jahrhunderts v. Chr.
- Das Archäologische Museum von Mandraki zeigt Funde, die die Zeit vom Neolithikum bis zur postbyzantinischen Periode abdecken.